# Janos Soltész
Janos Soltész (* 1952 in Jászberény; † 2012 in Berlin) war ein deutsch-ungarischer Maler.

## Leben und Werk

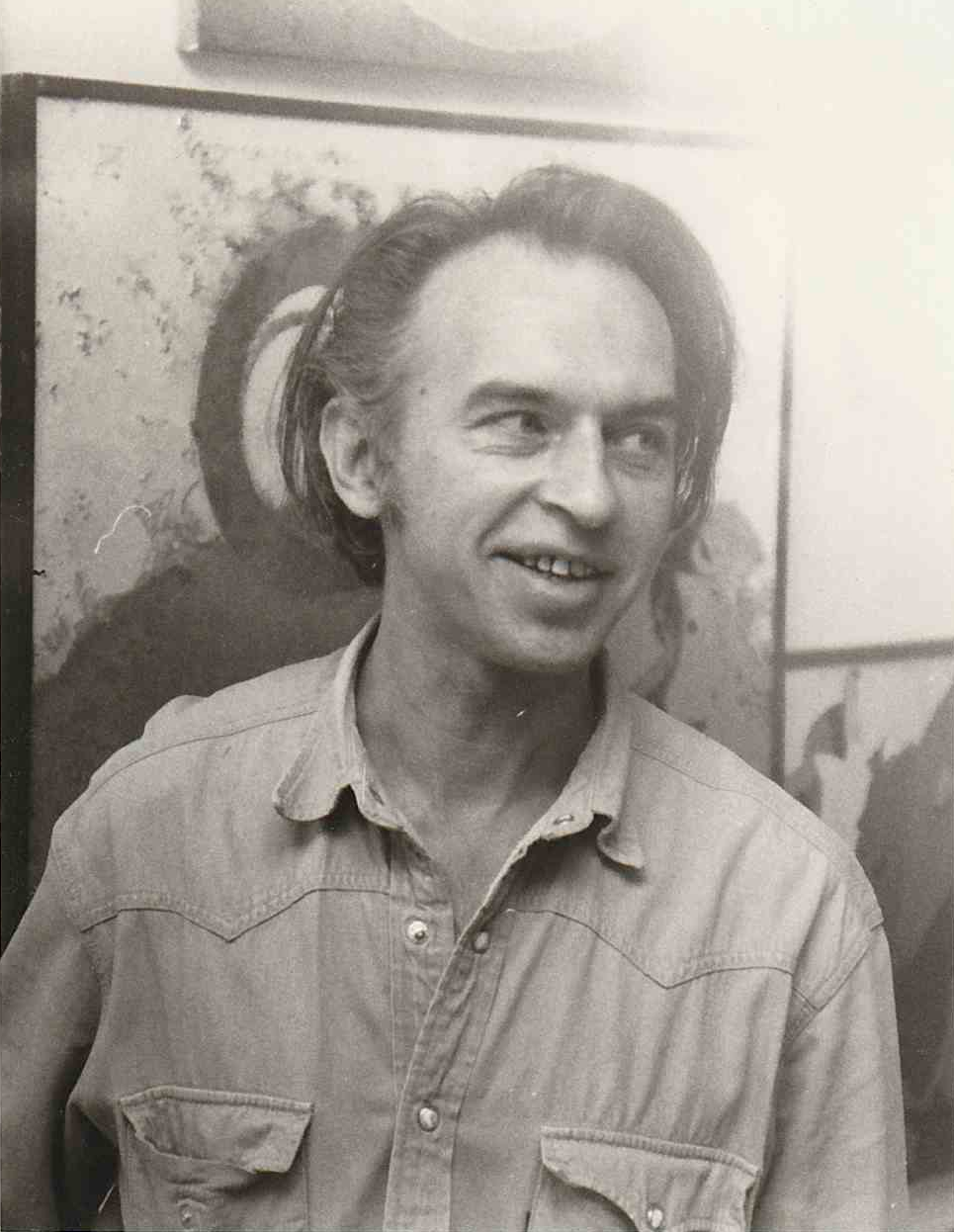

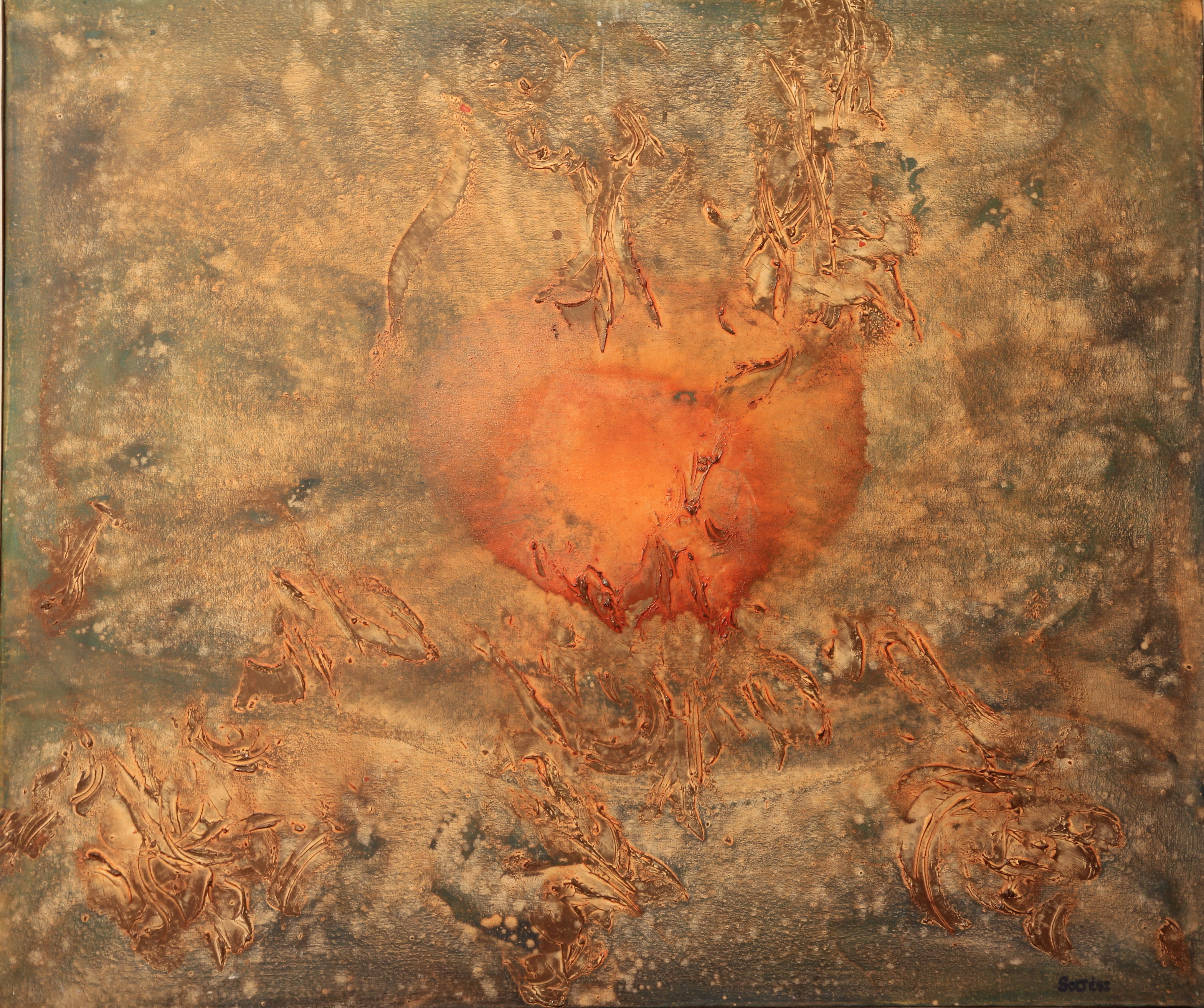
Janos Soltész – Herzschlag

Janos Soltész wurde 1952 in Jászberény, 75 km östlich von Budapest geboren. Die Übersiedlung nach Steinheim am Albuch (Regierungsbezirk Stuttgart) erfolgte 1965. Nach Abschluss der Volksschule ließ sich Janos Soltész in Heidenheim an der Brenz zum Galvaniseur ausbilden, bevor es ihn nach Berlin zog, wo er mit der Malerei begann. Seine ersten erhaltenen Zeichnungen datieren vom Ende der 60er Jahre und zeigen ab den 70er Jahren neben Einflüssen von Salvador Dalí und Max Ernst schnell erste freie Arbeiten. Noch vor Beginn des Studiums an der Hochschule der Künste Berlin schuf er eigenständige Werke druckgraphischer Art. Ab 1976 studierte Soltész an der HdK, wo er die Meisterklasse bei Dietmar Lemcke 1982 abschloss. Neben der Ausweitung des zeichnerischen Werks arbeitete er vornehmlich in den Techniken Aquarell und Pastell.
Während das Aquarellschaffen meist um die Themen Natur und Landschaft kreist (spätere Studienaufenthalte in Italien, Frankreich und Spanien trugen nicht unwesentlich dazu bei), brachte die Beschäftigung mit der Farbtiefe des Pastells frühe Hauptwerke zutage, die auch die tiefe Intellektualität Soltész’ ausdrückten. Neben eigenen Traumerlebnissen sind es vor allem komplexe gesellschaftliche Gewalt/Angstzustände, die in eher einfache, surreale Bildwelten übersetzt werden. Da reicht z. B. der Kontrast zwischen einem weißlich überhöhten Ei und dessen bedrohlichem Schatten, um die Angst vor dem Nichts zu suggerieren. Auch die Hilflosigkeit im Eisen festgeklemmter Schlüssel neben den Schlössern, die sie öffnen sollen, erfährt hier meisterhaften Ausdruck.

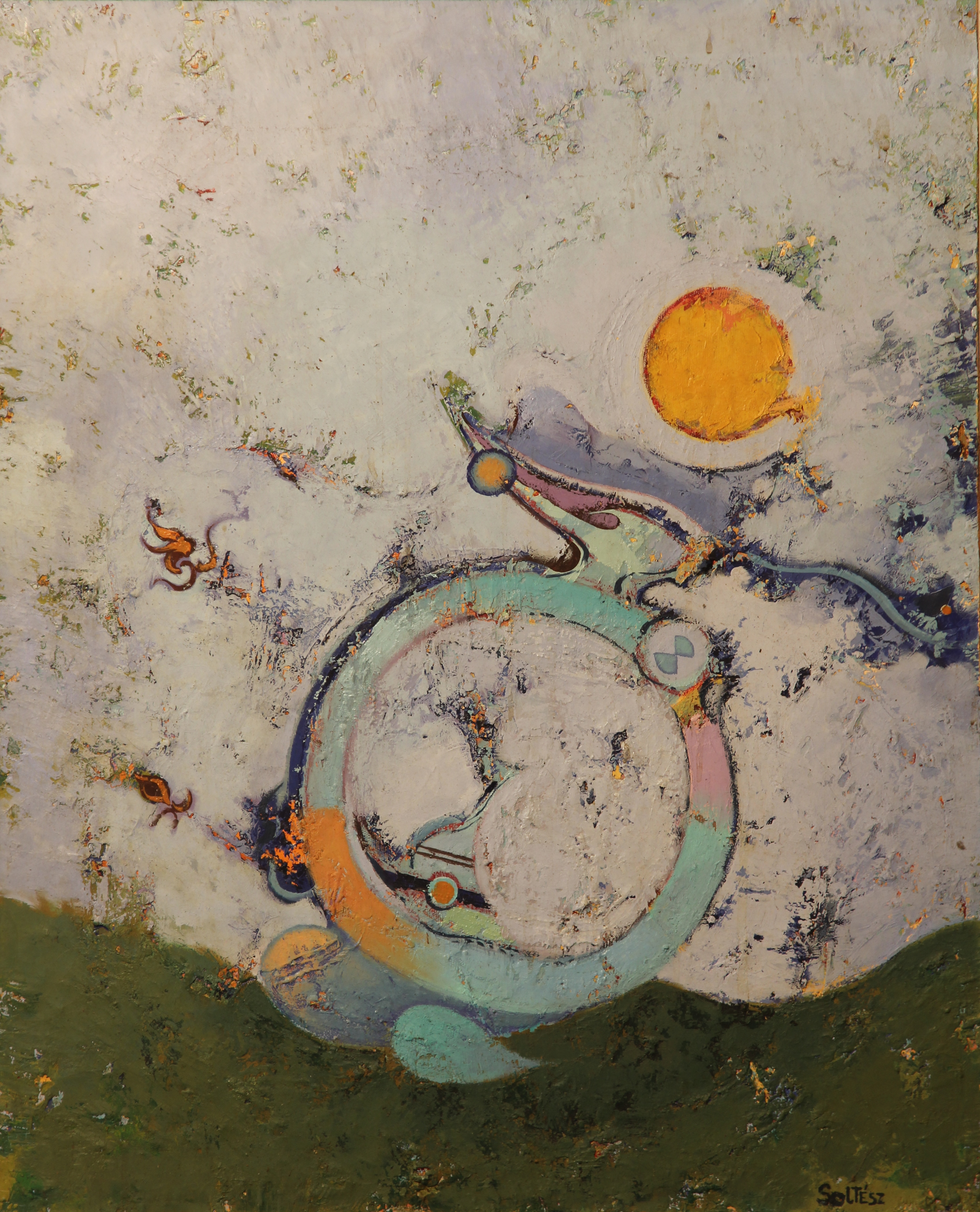
Janos Soltész – Das Lied von der Erde

Überhaupt ist im Werk Soltész’ auffällig, wie sensibel der Künstler auf das jeweilige Medium und Material reagierte. So zeichnen sich bereits seine frühen Ölarbeiten durch den Kontrast Gegenständlich/Abstrakt aus. Das Form- und Farbrepertoire nahm im Laufe der Jahre zu, aber die grundsätzliche Gratwanderung zwischen den beiden Anschauungen blieb durchweg bestehen. Das Kennzeichnende der Ölarbeiten von Janos Soltész ist seine virtuos gehandhabte Spachteltechnik, mit der Teile der einzelnen Farbschichten wieder freigekratzt oder geritzt werden. Daraus entstehen die Formen und Zeichen, wie er selbst es gelegentlich formulierte. Faszinierend sind daher sowohl Fern- als auch Nahsicht auf die Gemälde.
In den letzten Lebensjahren zog sich Janos Soltész sukzessive – das Schreien war in Bildern nie sein Ding – aus dem öffentlichen Leben und Kunstmarkt zurück, um sich nur noch der Formvollendung seiner Bilder zu widmen. 2012 starb er im Alter von 60 Jahren an einem Herzinfarkt. Soltész wurde auf dem Neuen Zwölf-Apostel-Kirchhof in Berlin-Schöneberg beigesetzt.
Kurze Zeit später gründete sich das Janos-Soltész-Archiv, das den Nachlass des Malers rettete und mit der Erfassung und Bewahrung des künstlerischen Werks begann. Neben etwa 5000 Arbeiten auf Papier gehören dazu 400 Ölwerke auf Karton/Hartpappe sowie etwa 300 Ölleinwände. Auch die systematische Erschließung des durch Verkäufe veräußerten Bestandes ist geplant und wird durch Fotos unterstützt, die Janos Soltész von seinen Werken gemacht hat.

## Wichtige Ausstellungen
- 1994: Universitätsklinikum Benjamin Franklin der Freien Universität Berlin
- 1995: Haus Ungarn/Collegium Hungaricum Berlin (.CHB)
- 2000: Deutsches Herzzentrum Berlin (dhzb)
- 2006: Künstlertreff Dodohaus Berlin[1]